# Comuna Krasnopil, Vradiivka
Krasnopil (în ucraineană Краснопіль) este o comună în raionul Vradiivka, regiunea Mîkolaiiv, Ucraina, formată din satele Fedorivka, Krasnivka, Krasnopil (reședința), Șevcenko, Veselîi Lan și Zîmnîțke.

## Demografie
Componența lingvistică a comunei Krasnopil
     Ucraineană (93,98%)
     Română (3,82%)
     Rusă (2,01%)
Conform recensământului din 2001, majoritatea populației comunei Krasnopil era vorbitoare de ucraineană (93,98%), existând în minoritate și vorbitori de română (3,82%) și rusă (2,01%).